# Comuna Malung-Sälen
Malung-Sälen (Malung-Sälens kommun) este o comună din comitatul Dalarnas län, Suedia, cu o populație de 10.061 locuitori (2013).

## Geografie

### Zone urbane
Lista celor mai mari zone urbane din comună (anul 2015) conform Biroului Central de Statistică al Suediei:
| Nr | Zona urbană  | Pop.  |
| -- | ------------ | ----- |
| 1  | Malung       | 4.927 |
| 2  | Sälen        | 769   |
| 3  | Malungsfors  | 574   |
| 4  | Limedsforsen | 383   |
| 5  | Transtrand   | 369   |

## Demografie
| \| Evoluția demografică în comuna Malung-Sälen, 1970–2015 \| Evoluția demografică în comuna Malung-Sälen, 1970–2015 \| Evoluția demografică în comuna Malung-Sälen, 1970–2015 \| Evoluția demografică în comuna Malung-Sälen, 1970–2015 \| Evoluția demografică în comuna Malung-Sälen, 1970–2015 \| \| ----------------------------------------------------------------------------------------------------- \| ------------------------------------------------------ \| ------------------------------------------------------ \| ------------------------------------------------------ \| ------------------------------------------------------ \| \| An \| \| \| Locuitori \| \| \| 1970 \| 1970 \| \| 12 221 \| 12 221 \| \| 1975 \| 1975 \| \| 11 965 \| 11 965 \| \| 1980 \| 1980 \| \| 11 971 \| 11 971 \| \| 1985 \| 1985 \| \| 11 683 \| 11 683 \| \| 1990 \| 1990 \| \| 11 605 \| 11 605 \| \| 1995 \| 1995 \| \| 11 366 \| 11 366 \| \| 2000 \| 2000 \| \| 10 799 \| 10 799 \| \| 2005 \| 2005 \| \| 10 513 \| 10 513 \| \| 2010 \| 2010 \| \| 10 356 \| 10 356 \| \| 2015 \| 2015 \| \| 10 036 \| 10 036 \| \| Sursa: SCB - Statistika Centralbyrån, Folkmängd efter region, civilstånd, ålder och kön. År 1968–2016 \| \| \| \| \| |      |  |           |        |
| Evoluția demografică în comuna Malung-Sälen, 1970–2015 |      |  |           |        |
| An |      |  | Locuitori |        |
| 1970 | 1970 |  | 12 221    | 12 221 |
| 1975 | 1975 |  | 11 965    | 11 965 |
| 1980 | 1980 |  | 11 971    | 11 971 |
| 1985 | 1985 |  | 11 683    | 11 683 |
| 1990 | 1990 |  | 11 605    | 11 605 |
| 1995 | 1995 |  | 11 366    | 11 366 |
| 2000 | 2000 |  | 10 799    | 10 799 |
| 2005 | 2005 |  | 10 513    | 10 513 |
| 2010 | 2010 |  | 10 356    | 10 356 |
| 2015 | 2015 |  | 10 036    | 10 036 |
| Sursa: SCB - Statistika Centralbyrån, Folkmängd efter region, civilstånd, ålder och kön. År 1968–2016 |      |  |           |        |